# Cannagara aorisaria
Cannagara aorisaria är en fjärilsart som beskrevs av Walker 1860. Cannagara aorisaria ingår i släktet Cannagara och familjen mätare. Inga underarter finns listade i Catalogue of Life.